# Jají (paroisse civile)
Pour les articles homonymes, voir Jaji.
Jají est l'une des sept paroisses civiles de la municipalité de Campo Elías dans l'État de Mérida au Venezuela. Sa capitale est Jají.